# Lagan (fleuve de Suède)
Pour les articles homonymes, voir Lagan (homonymie).
Lagan est un fleuve du sud de la Suède.

## Géographie
Lagan prend sa source dans les collines au sud-est de Taberg dans le comté de Jönköping, se dirige vers le sud en traversant les villes de Vaggeryd, Värnamo et Ljungby. Peu après Strömsnäsbruk, le fleuve oblique vers l'ouest et après avoir traversé la ville de Laholm, il rejoint le Cattégat dans la baie de Laholm, à 20 kilomètres au sud de Halmstad, dans le comté de Halland..

## Histoire
Depuis l'époque des Vikings, les gens se sont installés le long du fleuve. Une route commerciale appelée Lagastigen longeait le fleuve et fait maintenant partie de la route européenne E4.

## Hydrologie

### Principaux affluents
- Bolmån
- Kvarnån

## Sources
- (sv) Données sur la longueur des fleuves de Suède